# Heinrich II. von Trient

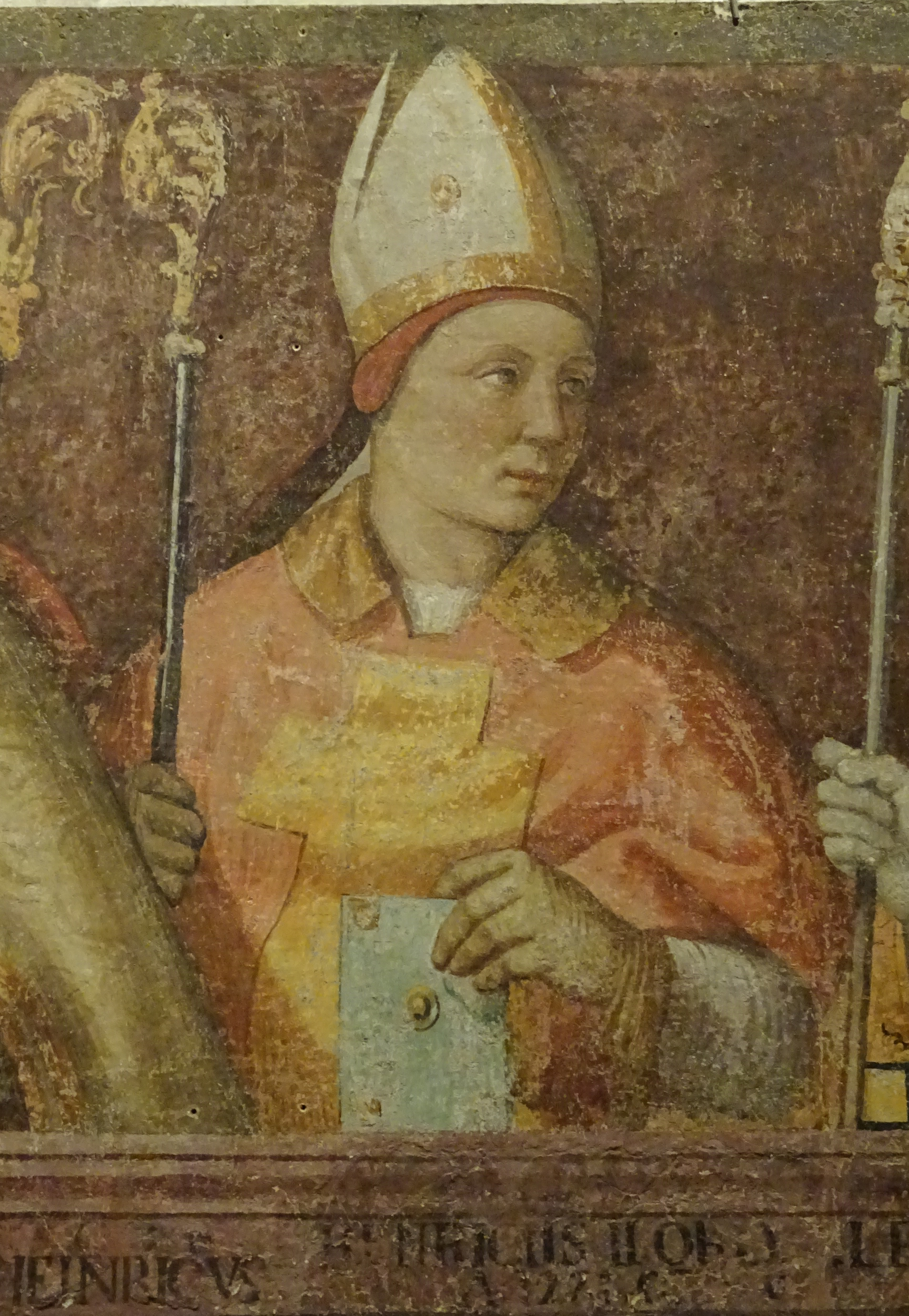
Heinrich II in einem Fresko von Marcello Fogolino im Castello del Buonconsiglio, Trient

Heinrich († zwischen 13. April und 31. Juli 1289, wahrscheinlich beigesetzt in Rom) war Priester im Deutschen Orden und Bischof von Trient.

## Leben
Der Priester des Deutschen Ordens war Protonotar von König Rudolfs von Habsburg und 1274 auf dem Konzil von Lyon, um von Papst Gregor X. die Bestätigung der Wahl Rudolfs zu erwirken. Dort verlieh Papst Gregor ihm am 20. September 1274 das Bistum Trient und empfahl ihn Graf Meinhard II. von Tirol. Sein Treueeid gegenüber dem Papst entsprach dem der Bischöfe der Kirchenprovinz Rom und nahm darüber hinaus lediglich Bezug auf die Metropole Aquileja. Im November/Dezember war er auf dem Reichstag von Nürnberg, wo er vermutlich die Regalien erhielt.
Am 18. Januar 1275 nahm er sein Bistum in Besitz. Als er jedoch die Rückgabe entfremdeter Güter forderte und außerdem eine zusätzliche Belehnung Meinhards ablehnte, kam es zum Zusammenstoß. Heinrich wurde gefangen genommen und musste später in den Süden seines Sprengels ausweichen. Nach einem Appell an den König und der Behandlung seiner Angelegenheit auf dem Reichstag zu Augsburg, im Mai 1275, suchte er Stift und Stadt mit Gewalt zurückzugewinnen. Dies gelang ihm Anfang Dezember 1275. Während ein kaiserlicher Schiedsspruch 1276 seine Ansprüche bestätigte, stieß er auf den erbitterten Widerstand Meinhards, der zielstrebig den Ausbau der Grafschaft Tirol zu einem geschlossenen Territorium verfolgte. Der Bischof vertrat dagegen seine Angelegenheit am königlichen Hof zu Wien, begab sich von dort 1277 in königlichem Auftrag nach Rom zu Papst Johannes XXI. und danach wieder nach Wien, wo Rudolf den Schiedsspruch von 1276 erneut bestätigte.
1278 verbündete er sich mit Padua, das den Hauptmann Marsiglio Partenopeo mit der Unterwerfung seiner Gegner beauftragte, während Meinhard den Scaliger Alberto I. della Scala aus Verona um Hilfe bat. Diese leisteten bis zum Eintreffen Meinhards mit Hilfe der Castelbarco und anderer Stiftsadliger Widerstand. Meinhard erreichte schließlich einen vollständigen Sieg, nahm Heinrich gefangen und diktierte ihm einen harten Frieden, den Adalgero de Villalta, Bischof von Belluno Feltre, mühsam vermittelte. Danach konnte er sein Bistum teilweise wieder verwalten. Als er jedoch 1282 auf der Synode von Aquileja die Exkommunikation Meinhards erwirkte und diesem militärisch wiederum unterlag, musste er ihm 1284 die Administration des Stiftes auf vier Jahre gegen eine jährliche Pension von 800 Mark abtreten. Meinhard gelang es, seine Position auch über diesen Zeitpunkt hinaus zu wahren. Heinrich, der sich seitdem meist außerhalb seines Bistums aufhalten musste, erreichte von Papst Nikolaus IV. die Verurteilung Meinhards.
Als Bischof veranstaltete er mindestens zwei Diözesansynoden (1276, 1279). Während seiner Regierung ließ sich in Trient bei S. Maria Coronala der Deutsche Orden nieder. Als Weihbischof und Generalvikar unterstützte ihn der Augustiner Bonifacio. Aus seiner Zeit sind erstmals Generalvikare für Trient bekannt. Heinrichs Grab befand sich vermutlich in der Kirche des Deutschen Ordens in Rom.